# Callia axillaris
Callia axillaris är en skalbaggsart som först beskrevs av Johan Wilhelm Dalman 1823.  Callia axillaris ingår i släktet Callia och familjen långhorningar. Inga underarter finns listade.